# Pseudogobiopsis festivus
Pseudogobiopsis festivus és una espècie de peix de la família dels gòbids i de l'ordre dels perciformes.

## Morfologia
- Els mascles poden assolir 3,5 cm de longitud total.[4]

## Hàbitat
És un peix d'aigua dolça, de clima tropical i pelàgic.

## Distribució geogràfica
Es troba a Sarawak (Malàisia).

## Observacions
És inofensiu per als humans.